# مایکل واترمن
 مایکل واترمن (انگلیسی: Michael Waterman؛ زادهٔ ۲۸ ژوئن ۱۹۴۲) یک دانشمند در زمینه زیست‌شناسی محاسباتی، آمار و احتمالات، و علوم رایانه اهل ایالات متحده آمریکا است.
وی همچنین برنده جوایزی همچون کمک هزینه گوگنهایم شده است.